# روجر جونز
روجر جونز (بالإنجليزية: Roger Jones)‏ (1 سبتمبر 1902 المملكة المتحدة - 11 ديسمبر 1967 المملكة المتحدة) هو لاعب كرة قدم بريطاني.